# Tak co, pane barone
Tak co, pane barone (1967) je pásmo písniček Jiřího Suchého a Jiřího Šlitra, které jsou rámované stejnojmennou Suchého povídkou, kterou četl Eugen Jegorov. Premiéru mělo 3. října 1967.

## Děj povídky
Vypravěč jde na „přednášku o hudbě“ a zbytek povídky je obsah této přednášky.
Přednášející ale místo o hudbě mluví o osudu svého tchána Otokara Záviše (aby vyšla najevo křivda na něm spáchána), který je již v dětství výborným houslistou a projevuje se u něho velké hudební nadání. Vstoupí ale do služeb jistého barona, aby vychovával jeho děti k hudbě a občas pro slavnostní příležitosti složil nějakou skladbu. Děti se ale nechtějí klavíru ani dotknout a když dá Záviš jednomu facku, baron mu vyhrožuje, že na něj uspořádá hon. Po dalším prohřešku určuje datum honu na 3. července 1911. V ten den se skutečně na zámku srocují jezdci připravení na hon, ale Záviš netuší, že baron raději místo honu na něho pořádá hon na lišku. Před jezdci tedy zběsile prchá do lesa, což si ale oni vyloží jako pomátnutí smyslů a jedou ho zachránit. Během honu je Záviš raněn, nakonec se ale zachrání a zůstává na zámku ve službách barona. Dalším dnem, o kterým přednášející mírně zmateně mluví, je 20. srpen 1912, kdy má Záviš čtyřicáté narozeniny a baronovy děti si z něho udělají legraci tak, že mu naoko dají jako dárek kravatu, místo ní mu ale na krk uvážou mucholapku. Přednášející pokračuje líčením ještě dalších drobných příkoří, která se Závišovi stala a připojí i svou oslavnou báseň Svou duši do houslí's vložil. Přednáška končí osočením barona, radostí nad tím, že jeho zámek nyní patří všemu lidu a že, pokud je baron mezi posluchači přednášky, je dobře, že alespoň zaplatil za vstup na přednášku. Také je citována věta 'jednoho ze zakladatelů vědeckého socialismu' „Nechte maličkých přijíti ke mně“ jako narážka na malý vzrůst Otokara Záviše.

## Seznam písniček
- Happy end
- Hej slečno opálená
- Hochu můj
- Kdyby tudy tekl Nil
- Když hodím kámen do vody
- Mám svetr z ostnatýho drátu
- Modrý tričko
- Možná že se jí srdce rozbuší
- Plakala panna plakala
- Pudivín
- Rámusy blues
- Slunce zhaslo dojetím
- Sto let už čekám
- To mě vůbec nepřekvapí
- Třikrát
- Ukrejvám rozpaky
- Závišova píseň nová
- Zlomil jsem ruku tetičce

## Záznamy hry
- nahrávka z 29. listopadu 1967
  - Divadlo Semafor 1959 - 1969, Supraphon, 1978 – výběr dvou písniček: Plakala panna plakala (zpívá Miki Volek) a Happy end (zpívá Zuzana Burianová), Orchestr divadla Semafor řídí Rudolf Rokl

## Knižní vydání povídky
- Jiří Suchý: Med ve vlasech. Západočeské nakladatelství, Plzeň, 1970. Druhé vydání: 1991: s. 73–89.
- Jiří Suchý: Proč mají v zoologické zahradě klokana. Práce, Praha, 1991: s. 74–83.
- Jiří Suchý: Encyklopedie Jiřího Suchého, svazek 1, Povídky A–Ž, Karolinum a Pražská imaginace, Praha 1999